# Ewa Siepsiak
Ewa Siepsiak (ur. 1 stycznia 1957) – polska lekkoatletka, specjalizująca się w rzucie dyskiem, mistrzyni Polski.

## Kariera sportowa
Rzut dyskiem rozpoczęła uprawiać w czasie nauki w Zespole Szkół Zawodowych w Chełmku. Była zawodniczką Wisły Kraków (do 1977) i Śląska Wrocław.
Na mistrzostwach Polski seniorek na otwartym stadionie stawała na podium trzynaście razy z rzędu w latach 1979-1991 w konkursie rzutu dyskiem: zdobyła trzy złote medale (1982, 1984 i 1989), cztery srebrne medale (1983, 1986, 1987 i 1988) i sześć brązowych medali (1979, 1980, 1981, 1985, 1990 i 1991). 
Rekord życiowy w pchnięciu kulą: 13,90 (14.08.1986), w rzucie dyskiem: 63,54 (23.05.1987).